# U 8 (1935)
El U 8 o Unterseeboot 8 fue un submarino alemán de la Kriegsmarine, correspondiente al Tipo IIB, usado en la Segunda Guerra Mundial hasta que fue echado a pique por su propia tripulación el 2 de mayo de 1945. 

## Construcción
Se ordenó iniciar la construcción de este pequeño submarino costero el 20 de julio de 1934, tras lo cual su quilla fue puesta sobre las gradas de los astilleros Germaniawerft de Kiel el 25 de marzo de 1935. Fue botado al agua el 16 de junio de 1935 y tras la finalización de sus obras, fue entregado a la Kriegsmarine el 5 de agosto de 1935, bajo las órdenes del Kapitänleutnant Harald Grosse.

## Historial
Desde agosto de 1935 hasta diciembre de 1939, estuvo asignado a la Unterseebootsschule Flottille, con base en Neustadt, con la categoría de buque de línea y con la misión de formar a las tripulaciones. Entre enero de 1940 y mayo del mismo año, estuvo asignado a la Unterseeboots-Abwehr Schule con la categoría de buque escuela.
Desde mayo de 1940 hasta junio de 1940 estuvo asignado a la 1.ª Unterseebootsflottille, con base en Kiel, con la que participó en su única patrulla de combate durante la contienda, en la cual el 19 de mayo de 1940 abandonó Kiel bajo el mando del Kapitänleutant Eitel-Friedrich Kentrat para dirigirse al oeste de las Islas Orcadas, donde permaneció durante dos semanas, para retornar a su base el 7 de junio de 1940 sin reportar encuentros con buques enemigos.
Entre julio de 1940 y diciembre del mismo año, estuvo asignado a la 24.ª Unterseebootsflottille, y desde ese momento hasta mayo de 1945, lo estuvo a la 22.ª Unterseebootsflottille. En estos dos últimos destinos, cumplió con la misión de buque escuela para preparar a las tripulaciones de los U-boot más modernos y con mayor radio de acción, que participaron en la Batalla del Atlántico.

## Comandantes
| Empleo                                   | Nombre                       | Desde                                          | hasta                                            |
| ---------------------------------------- | ---------------------------- | ---------------------------------------------- | ------------------------------------------------ |
| Oberleutnant ascendido a Kapitänleutnant | Harald Grosse                | 5 de agosto de 1935                            | 3 de noviembre de 1936                           |
| Oberleutnant                             | Georg Peters                 | 4 de noviembre de 1936 1 de septiembre de 1938 | 30 de octubre de 1938 5 de septiembre de 1939    |
| Kapitänleutnant                          | Otto Schuhart                | 2 de septiembre de 1938                        | 29 de octubre de 1938                            |
| Oberleutnant                             | Wolf-Harro Stiebler          | 6 de septiembre de 1939                        | 13 de octubre de 1939                            |
| Kapitänleutnant                          | Heinrich Lehmann-Willenbrock | 14 de octubre de 1939                          | 30 de noviembre de 1939                          |
| Kapitänleutnant                          | Georg-Heinz Michel           | 1 de diciembre de 1939                         | 4 de mayo de 1940                                |
| Kapitänleutnant                          | Eitel-Friedrich Kentrat      | 5 de mayo de 1940 4 de junio de 1940           | 29 de julio de 1940 12 de septiembre de 1940     |
| Oberleutnant                             | Heinz Stein                  | 5 de junio de 1940                             | 9 de junio de 1940                               |
| Oberleutnant                             | Walter Kell                  | 10 de junio de 1940 6 de julio de 1940         | 13 de septiembre de 1940 17 de diciembre de 1940 |
| Oberleutnant                             | Hans-Jürgen Zetzsche         | 7 de julio de 1940                             | 28 de julio de 1940                              |
| Kapitänleutnant                          | Heinrich Heinsohn            | 18 de diciembre de 1940                        | 25 de abril de 1941                              |
| Kapitänleutnant                          | Ulrich Borcherdt             | 29 de abril de 1941                            | 22 de mayo de 1941                               |
| Oberleutnant                             | Rolf Steinhaus               | 23 de mayo de 1941                             | 31 de julio de 1941                              |
| Oberleutnant                             | Horst Deckert                | 1 de agosto de 1941                            | 16 de mayo de 1942                               |
| Oberleutnant                             | Rudolf Hoffmann              | 17 de mayo de 1942                             | 15 de marzo de 1943                              |
| Leutnant ascendió a Oberleutnant         | Alfred Werner                | 16 de marzo de 1943                            | 12 de mayo de 1944                               |
| Oberleutnant                             | Jürgen Iversen               | 13 de mayo de 1944                             | 24 de noviembre de 1944                          |
| Oberleutnant                             | Jürgen Kriegshammer          | 25 de noviembre de 1944                        | 31 de marzo de 1945                              |

## Destino
El 2 de mayo de 1945, el U 8 fue echado a pique por su propia tripulación en la conocida como operación Regenbogen en Wilhelmshaven, y una vez finalizada la contienda fue desguazado in-situ. Durante sus años de servicio, no sufrió ninguna baja humana.